# Cerimônia de abertura dos Jogos Sul-Americanos de 2010
A cerimônia de abertura dos Jogos Sul-Americanos de 2010 foi realizada em Medellín, na Colômbia em 19 de março de 2010 às 19h (UTC-3). A cerimônia de abertura foi projetada e realizada no Unidad Deportiva Atanasio Girardot. O evento teve a participação de 4500 atletas e 41.000 espectadores (17.000 oferecido de cortesia pela prefeitura, 19.000 bilhetes vendidos ao público e 5.000 delegados e protocolo).

## Projeto

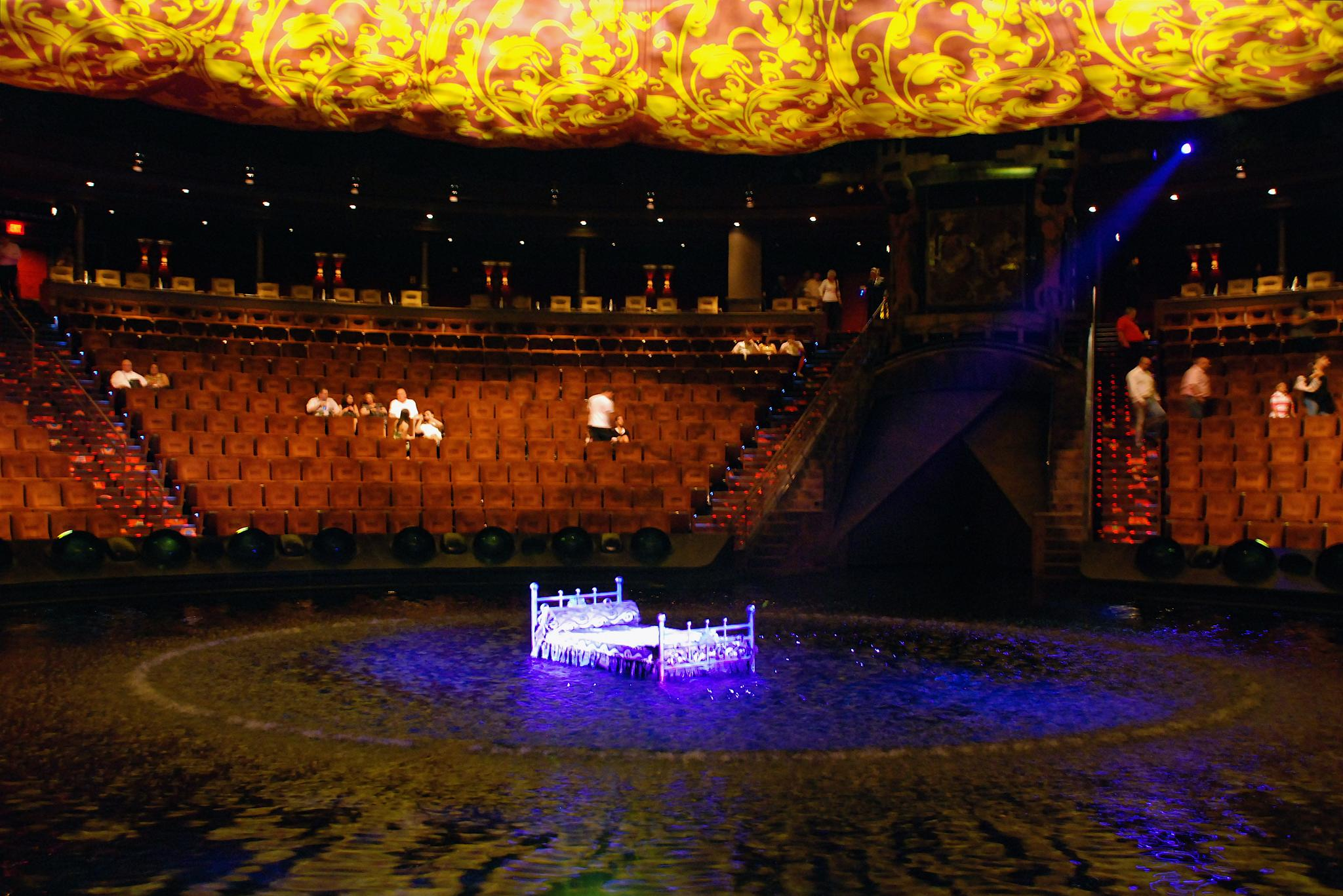
Franco Dragone fez a montagem da mostra
Le Reve Theater at Wynn Las Vegas.

A montagem e concepção do ato de abertura foi responsabilidade do empresa Culture Fit. Franco Dragone, o criador do Cirque du Soleil e outros famosos fizeram montagens importantes de Artes Cênicas, em Las Vegas, foram os criadores da cerimônia.  Para as montagens foram mais de 100 especialistas do exterior . 
A cerimônia contou com a presença de 700 artistas de teatros, acrobatas, bailarinos e especialistas em arte de rua, todos utilizaram figurinos feitos profissionais locais com características da região sendo 40 desenhos diferentes. Os testes começaram com sete meses de antecedência, para que tudo ocorresse dentro do previsto.
Segundo Culture Fit empresa responsável pela organização do evento, o show foi feito sobre a história e a transformação de Medellín teve com o passar dos anos. Também a cerimônia mostrou grandes elementos acompanhados de muitas cores, luz e som.
Segundo Magrans Genari, diretor de Cultura Fit, a cerimônia que foi a altura dos maiores eventos esportivos do mundo, e também cheia de surpresas, disse que ele que foi composto de onze eventos e concentrou-se particularmente sobre a história Medellin, Antioquia, Colômbia e seus processos de grandes transformações. Ele disse que foi um espectáculo cheio de luz, som e cores nos elementos grandes foram mostrados. 
De acordo com o custo dos jogos oficiais, o evento inaugural custou 6.500 milhões de pesos colombianos (cerca de $ 3 milhões dólares).   

## Montagem

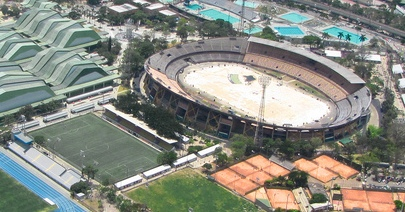
A unidade esportiva Atanasio Girardot - Quatro dias antes da abertura dos Jogos, não há grama do estádio, devido à configuração do palco para a montagem da cerimônia.

Para a preparação do espectáculo, trabalharam no palco durante 18 dias e permaneceram em completo sigilo sobre os detalhes do evento. Para a montagem, se retirou temporariamente a grama do campo para definir o cenário com o total 10.000 m². .
Entre outras coisas necessárias
- Sistema de iluminação de 1 milhão de watts
- 150.000 watts de som
- 10.000 metros de cabos distribuídos pelo palco
- 150.000 quilos de materiais

## Segurança
A polícia metropolitana de Medellin nomeou com apoio especial 1.200 tropas com o objetivo principal de fornecer a segurança necessária para o evento inaugural. Apesar de o show ter começado às sete da noite, na entrada do estádio já estava pronto às quatro da tarde por 32 portas, a fim de permitir o acesso de espectadores tranquilamente. Era uma preocupação especial, que não havia nenhuma posição permanente com as entradas de modo que era importante chegar cedo para fazer um bom local na arquibancada. .

## Eventos durante a cerimônia

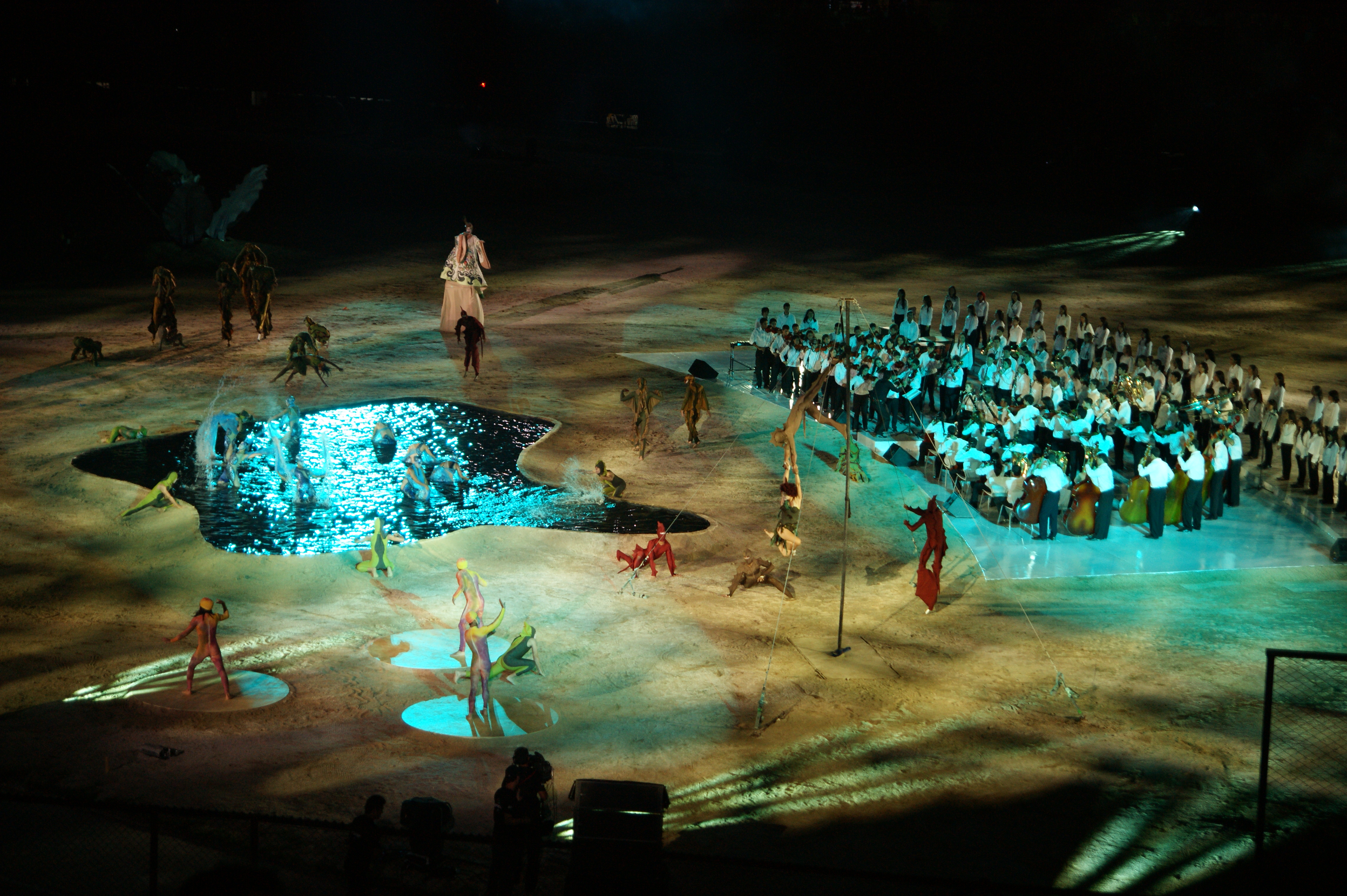
Ato da Biodiversidade.

O Hino Nacional da República da Colômbia deu o ato de abertura de 100 minutos, que foi inspirada nos valores da América do Sul: o esforço, a superação, a amizade e trabalho em equipe. Cerca de 2.500 pessoas, incluindo atores, produtores, cenógrafos e diretores trabalharam juntos na cerimônia de abertura, dos quais 700 artistas estiveram no palco do evento..
Artes Performáticas
A mostra de arte foi chamado Echo, uma viagem fantástica através de Antioquia e foi composta de 11 segmentos: 
- Ato inocente: A cerimônia começou com a apresentação de uma menina e um menino no meio-campo quem caminhou até o centro do palco, onde uma orquídea floresceu no chamado despertar da vida. Depois veio uma lenta caminhada até a borda do campo, onde foi recebido com uma escultura de Fernando Botero Antioquia. O segmento representou a fusão entre a inocência e a força, entre a sensualidade e suavidade.

- Ato de Fogo: Dezenas de artistas com tochas em suas mãos feito um ato acrobático iluminando o palco. Os personagens semeado o fogo, o fogo da chama do espírito esportivo.

- Eventos de moda: Antioquenos e vários modelos realizaram um desfile na passarela posando como manequins, expostos os desenhos de figurino que foram criados inteiramente por colombianos sendo sete designers. Queriam destacar que Medellín é considerada a capital da moda e da indústria têxtil.

### Desfile das nações
Antes do início do desfile das nações, deu-se algumas palavras de boas-vindas aos atletas e agradeceu aos voluntários pelo seu apoio na organização dos jogos.
| ordem de aparição | países                | números de delegados | porta-bandeiras     | modalidade          |
| ----------------- | --------------------- | -------------------- | ------------------- | ------------------- |
| 1                 | Bolívia               | 115 atletas          | Oscar Soliz         | Ciclismo de estrada |
| 2                 | Antilhas Neerlandesas | 59 atletas           | Ingrid Gonesh       | Tiro Esportivo      |
| 3                 | Argentina             | 563 atletas          | Walter Pérez        | Ciclismo de pista   |
| 4                 | Aruba                 | 28 atletas           | Jose Roberto Reyes  | BMX-Bicicrós        |
| 5                 | Brasil                | 573 atletas          | Ketleyn Quadros     | Judô                |
| 6                 | Chile                 | 456 atletas          | Paris Inostroza     | Esgrima             |
| 7                 | Equador               | 280 atletas          | Carlos Góngora      | Boxe                |
| 8                 | Guiana                | 8 atletas            |                     |                     |
| 9                 | Panamá                | 27 atletas           | Rene de Urriola     | Judô                |
| 10                | Paraguai              | 124 atletas          | Victor Abel Fatecha | Atletismo           |
| 11                | Peru                  | 242 atletas          | Claudia Rivero      |                     |
| 12                | Suriname              | 26 atletas           |                     |                     |
| 13                | Uruguai               | 155 atletas          |                     |                     |
| 14                | Venezuela             | 451 atletas          |                     |                     |
| 15                | Colômbia              | 644 atletas          |                     |                     |